# Shelikof-szoros
A Shelikof-szoros az alaszkai szárazföld és a Kodiak-sziget közötti tengerszoros.
A szoros 240 km hosszú és 40–48 km széles.
Cook Inlet a szoros északi végén található. A Shelikof-szoros arról is ismert, hogy a Cook Inlet közelsége miatt az árapály mértéke itt elérheti  a 12 métert.
A szoros Grigorij Ivanovics Selihov prémkereskedőről kapta a nevét, aki orosz volt és az első orosz települést alapította a Kodiak-szigeten 1784-ben.
Alaszka partvidéke igen tagolt és több mint 30 tengerszorost tartanak nyilván.

## Kapcsolódó szócikkek

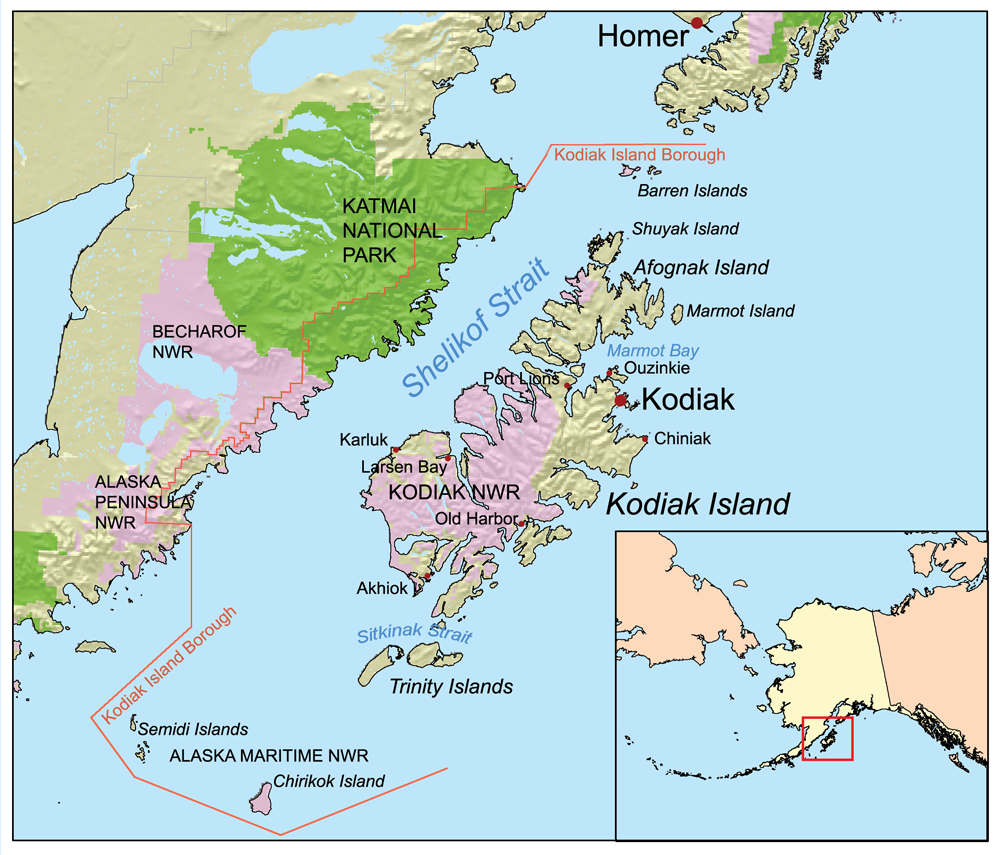
Shelikof-szoros

Alaszka